# 双山镇 (双辽市)
双山镇，是中华人民共和国吉林省四平市双辽市下辖的一个乡镇级行政单位。

## 行政区划
双山镇下辖以下地区：
富贵社区、荣华社区、三合村、山玻璃村、元吉村、合亲村、余粮村、长发村、玉尺村、石头村、祥云村、幸福村、川头村、秀水村、杜力村、绿化村、乔木村、仲德村、多甲村、百录村、慈惠村、班达村、五棵村和鸭场村。